# Бульково (Жабинковский район)
Бульково (бел. Булькова) — деревня в Жабинковском районе Брестской области Белоруссии. Входит в состав Ракитницкого сельсовета. Население — 167 человек (2019).

## География
Бульково находится в 10 км к юго-западу от Жабинки и в 18 км к юго-востоку от центра Бреста. Деревня стоит на левом берегу реки Мухавец, по которой здесь проходит граница с Брестским районом, причём на другом берегу реки располагается одноимённая деревня, принадлежащая Брестскому району. В 3 км к западу расположен аэропорт Бреста, а в двух километрах к северу проходит автомагистраль магистраль М1. Ближайшая ж/д платформа Нагораны (линия Брест — Барановичи).

## История
Первое упоминание Булькова в письменных источниках датируется 1538 годом. В середине века принадлежала витебскому воеводе Станиславу Кишке, в начале XVII века перешёл во владение графов Масальских, которые выстроили в 1617 году в Бульково деревянную униатскую церковь во имя Успения Богоматери.
В первой половине XVIII века усадьба принадлежала видному военному и политическому деятелю Речи Посполитой Михаилу Юзефу Масальскому. Во время восстания Костюшко в сентябре 1794 года около Булькова действовала армия восставших под командованием Кароля Сераковского, которая 17 сентября дала бой армии Суворова у расположенной неподалёку деревни Крупчицы (совр. д. Чижевщина).
После третьего раздела Речи Посполитой (1795 год) в составе Российской империи, с 1801 года Бульково принадлежало Брестскому уезду Гродненской губернии.
В начале XIX века Бульково перешло во владение семьи Райских. Во время Отечественной войны 1812 года 26-28 сентября в Бульково квартировала 3-я русская армия под командованием П. В. Чичагова. Сам главнокомандующий квартировал в доме помещика Райского.
С 1825 года Бульковом владел Францишек Ожаровский, после его смерти имение перешло к сыновьям. В 1877 году Константин Ожаровский продал имение Марии Ганецкой и её сыну Ивану. В 1887 году они основали винокурню, а в 1898 году было завершено строительство каменного здания Успенской церкви на месте старой деревянной.
Согласно Рижскому мирному договору (1921) деревня вошла в состав межвоенной Польши, где принадлежала Полесскому воеводству. Последними владельцами усадьбы были представители рода Малашевских. С 1939 года — в составе БССР. Во время войны усадебный дом был разрушен.

## Достопримечательности
- Успенская церковь. Каменная православная церковь выстроена в 1898 году. Храм построен в неорусском архитектурном стиле. Памятник архитектуры. В 1990 году отреставрирована. Церковь включена в Государственный список историко-культурных ценностей Республики Беларусь[7].  Историко-культурная ценность Республики Беларусь, шифр 113Г000236.
- От усадьбы Ожаровских сохранились лишь фрагменты парка.